# 全合成
有機化学における全合成（ぜんごうせい、英: total synthesis）は、原則として、より単純な部品から、通常は生物学的過程の助けを受けずに行われる、複雑な有機分子の完全な化学合成である。実際上は、これらの単純な部品はまとまった量で市販されており、ほとんどの場合は石油化学前駆体である。時には、大量の天然物（糖など）が出発物質として使用される。標的分子は天然物（生体分子）、医学的に重要な活性成分、あるいは化学あるいは生物学において理論的に興味深い有機化合物などである。合成のための新たな経路は研究の過程で開発され、この経路は目的物質を開発するための初の経路となる。

## 歴史
初めての有機全合成は、1828年のフリードリヒ・ヴェーラーによる尿素の合成である。これによって無機前駆体から有機分子が生産できることが証明された。初の商業化された全合成は、1903年のグスタフ・コムッパによる樟脳の合成および工業生産である。初期の努力は、生物資源から抽出された化学物質を組み立て、それらの生物活性を検証するために使用することに注がれていた。このように、全合成は生命力 (vital force) の存在の反証と関連している。生物学および化学の複雑さや巧妙さがより理解されるようになると、全合成の主要な目的は変化した。しかしながら、化合物が曖昧な立体化学を含んでいる時や生物活性の機構を直接評価あるいは改善するためにアナログを作る時などは、全合成は生物学的検証の道具としての地位を確保している。
今日、全合成は新たな化学反応および経路の開発のための遊び場としてしばしば正当化され、現代有機合成化学の洗練を浮かび上がらせている。時に、全合成は新規機構、触媒あるいは技術の開発に着想を与える。最終的に、全合成プロジェクトはしばしば様々な反応に及ぶため、化学反応の豊富な知識および化学的直感の強力かつ正確な感覚が必要とされるプロセス化学における研究・従事に対して化学者を鍛えることができる。

## 形式全合成
形式全合成（formal synthesis）は、目的とする最終産物の合成ではなく、文献に記載された最終産物の既知の前駆体の合成である。文献からBがCへの変換できることが知られているならば、化合物Aから化合物Bへの新規経路はAもまたCへと到達できることの形式的証明となる。

## 例
全合成の著名な例は、ノーベル化学賞受賞者ロバート・バーンズ・ウッドワードによって1945年から1976年の間に行われたコレステロール、コルチゾン、ストリキニーネ、リゼルグ酸、レセルピン、クロロフィル、コルヒチン、ビタミンB12、プロスタグランジンF-2aの全合成である。もう一つの代表例は150年に渡る歴史を持つキニーネの全合成である。一部の例では、分光学的手法によって決定された分子の構造が誤りであることが合成された際に明らかにされた。
イライアス・ジェイムズ・コーリーは、全合成および逆合成解析の開発における功績によって1990年のノーベル化学賞を受賞した。コーリーの研究グループは2005年にアフラトキシン全合成を、2006年にオセルタミビル全合成を発表した。